# Canton de Chartres-1
Le canton de Chartres-1 est une circonscription électorale française du département d'Eure-et-Loir créée par le décret du 24 février 2014 et entrée en vigueur lors des élections départementales de 2015.

## Histoire
Un nouveau découpage territorial d'Eure-et-Loir entre en vigueur à l'occasion des élections départementales de mars 2015, défini par le décret du 24 février 2014, en application des lois du 17 mai 2013 (loi organique 2013-402 et loi 2013-403). Les conseillers départementaux sont, à compter de ces élections, élus au scrutin majoritaire binominal mixte. Les électeurs de chaque canton élisent au Conseil départemental, nouvelle appellation du Conseil général, deux membres de sexe différent, qui se présentent en binôme de candidats. Les conseillers départementaux sont élus pour 6 ans au scrutin binominal majoritaire à deux tours, l'accès au second tour nécessitant 12,5 % des inscrits au 1er tour. En outre la totalité des conseillers départementaux est renouvelée. Ce nouveau mode de scrutin nécessite un redécoupage des cantons dont le nombre est divisé par deux avec arrondi à l'unité impaire supérieure si ce nombre n'est pas entier impair, assorti de conditions de seuils minimaux. Dans l'Eure-et-Loir, le nombre de cantons passe ainsi de 29 à 15.
Le canton de Chartres-1 est formé de communes de l'ancien canton de Chartres-Nord-Est (11 communes). Le canton est entièrement inclus dans l'arrondissement de Chartres. Le bureau centralisateur est situé à Chartres.

## Représentation
| Période élective | Période élective | Mandat | Mandat           | Identité        | Nuance | Nuance | Qualité |
| ---------------- | ---------------- | ------ | ---------------- | --------------- | ------ | ------ | --- |
| 2015             | 2021             | 2015   | 2021             | Karine Dorange  |        | LR     | Chef d'entreprises, adjointe au maire de Chartres                                                                              |
| 2015             | 2021             | 2015   | 2020 (démission) | Daniel Guéret   |        | DVD    | Directeur commercial Adjoint au maire de Chartres Vice-Président du Conseil départemental Sénateur depuis le 27 septembre 2020 |
| 2015             | 2021             | 2020   | 2021             | Alain Bellamy   |        | DVD    | Agriculteur, maire de Clévilliers                                                                                              |
| 2021             | 2028             | 2021   | en cours         | Karine Dorange  |        | LR     | Conseillère sortante |
| 2021             | 2028             | 2021   | en cours         | Etienne Rouault |        | IDL    | Ingénieur/cadre technique, maire de Champhol depuis 2020                                                                       |

### Résultats détaillés

#### Élections de mars 2015
À l'issue du 1er tour des élections départementales de 2015, deux binômes sont en ballottage : Karine Dorange et Daniel Guéret (UMP, 35,07 %) et Christian Gigon et Sandra Renda (DVG, 32,1 %). Le taux de participation est de 45,76 % (9 228 votants sur 20 164 inscrits) contre 48,57 % au niveau départementalet 50,17 % au niveau national.
Au second tour, Karine Dorange et Daniel Guéret (UMP) sont élus avec 51,53 % des suffrages exprimés et un taux de participation de 45,54 % (4 385 voix pour 9 182 votants et 20 164 inscrits).

#### Élections de juin 2021
Le premier tour des élections départementales de 2021 est marqué par un très faible taux de participation (33,26 % au niveau national). Dans le canton de Chartres-1, ce taux de participation est de 29,25 % (5 995 votants sur 20 493 inscrits) contre 32,03 % au niveau départemental. À l'issue de ce premier tour, deux binômes sont en ballottage : Karine Dorange et Etienne Rouault (LR, 30,46 %) et Gerard Leray et Sandra Renda (binôme écologiste, 22,35 %).
Le second tour des élections est marqué une nouvelle fois par une abstention massive équivalente au premier tour. Les taux de participation sont de 34,36 % au niveau national, 32,5 % dans le département et 30,57 % dans le canton de Chartres-1. Karine Dorange et Etienne Rouault (LR) sont élus avec 50,83 % des suffrages exprimés (2 973 voix pour 6 267 votants et 20 499 inscrits),,.

## Composition
| Nom                              | Code Insee | Intercommunalité      | Superficie (km2) | Population (dernière pop. légale)                | Densité (hab./km2) | Modifier                                    |
| -------------------------------- | ---------- | --------------------- | ---------------- | ------------------------------------------------ | ------------------ | ------------------------------------------- |
| Chartres (bureau centralisateur) | 28085      | CA Chartres Métropole | 16,85            | Fraction : 16 064 (2022) Commune : 37 990 (2022) | 2 255              | modifier les données · modifier les données |
| Berchères-Saint-Germain          | 28034      | CA Chartres Métropole | 27,67            | 898 (2022)                                       | 32                 | modifier les données · modifier les données |
| Briconville                      | 28060      | CA Chartres Métropole | 6,26             | 268 (2022)                                       | 43                 | modifier les données · modifier les données |
| Challet                          | 28068      | CA Chartres Métropole | 10,17            | 432 (2022)                                       | 42                 | modifier les données · modifier les données |
| Champhol                         | 28070      | CA Chartres Métropole | 5,37             | 3 674 (2022)                                     | 684                | modifier les données · modifier les données |
| Clévilliers                      | 28102      | CA Chartres Métropole | 15,78            | 753 (2022)                                       | 48                 | modifier les données · modifier les données |
| Coltainville                     | 28104      | CA Chartres Métropole | 18,02            | 904 (2022)                                       | 50                 | modifier les données · modifier les données |
| Fresnay-le-Gilmert               | 28163      | CA Chartres Métropole | 6,03             | 223 (2022)                                       | 37                 | modifier les données · modifier les données |
| Gasville-Oisème                  | 28173      | CA Chartres Métropole | 9,09             | 1 474 (2022)                                     | 162                | modifier les données · modifier les données |
| Jouy                             | 28201      | CA Chartres Métropole | 12,89            | 1 989 (2022)                                     | 154                | modifier les données · modifier les données |
| Poisvilliers                     | 28301      | CA Chartres Métropole | 10,57            | 460 (2022)                                       | 44                 | modifier les données · modifier les données |
| Saint-Prest                      | 28358      | CA Chartres Métropole | 16,71            | 2 119 (2022)                                     | 127                | modifier les données · modifier les données |
| Canton de Chartres-1             | 2804       |                       |                  | 29 258 (2022)                                    |                    | modifier les données                        |

Le canton de Chartres-1 comprend :
1. onze communes entières,
2. la partie de la commune de Chartres située à l'est et au nord d'une ligne définie par l'axe des voies et limites suivantes : depuis la limite territoriale de la commune de Lèves, chemin du Rigeard, chemin des Grandes-Plantes, rue Gabriel-Loire, avenue de Beaurepaire, cours de l'Eure, boulevard Jean-Jaurès, boulevard du Maréchal-Foch, rue de la Porte-Guillaume, rue du Bourg, place Jacqueline-de-Romilly, rue Saint-Eman, tertre de la Poissonnerie, place de la Poissonnerie, rue de la Poissonnerie, rue du Soleil-d'Or, rue Noël-Ballay, rue Jacques-Delacroix, place des Epars, boulevard Chasles, place Pasteur, boulevard de la Courtille, rue du Faubourg-la-Grappe, rue de Sours, jusqu'à la limite territoriale de la commune de Gellainville.

## Démographie
En 2022, le canton comptait 29 258 habitants, en évolution de −2,4 % par rapport à 2016 (Eure-et-Loir : −0,23 %, France hors Mayotte : +2,11 %).
| 2013   | 2018   | 2022   |
| ------ | ------ | ------ |
| 29 472 | 29 901 | 29 258 |